# Surville (Eure)
Pour les articles homonymes, voir Surville.
Surville est une commune française située dans le département de l'Eure, en région Normandie.
Ses habitants sont les Survillais.

## Géographie

### Localisation
|            | Terres de Bord (comm. dél. de Montaure) | Louviers                  |
| Crasville  | Surville                                | Louviers La Haye-le-Comte |
| Quatremare | Le Mesnil-Jourdain                      | La Haye-le-Comte          |

### Hydrographie
La commune est située dans le bassin Seine-Normandie. Elle est drainée par le fossé 01 du Ravin de la Vacherie,.

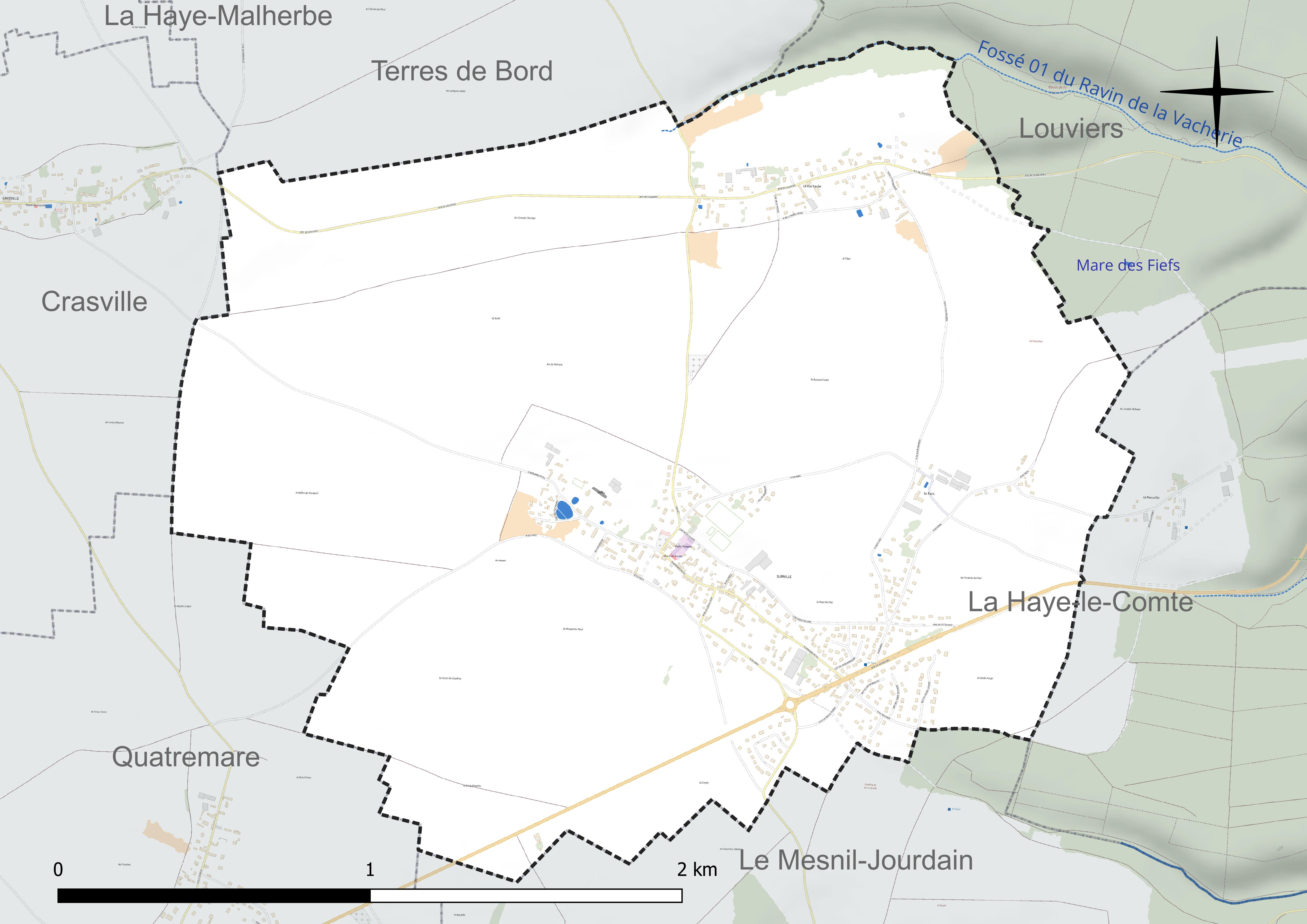
Réseau hydrographique de Surville.

### Climat
Pour des articles plus généraux, voir Climat de la Normandie et Climat de l'Eure.
En 2010, le climat de la commune est de type climat océanique dégradé des plaines du Centre et du Nord, selon une étude du CNRS s'appuyant sur une série de données couvrant la période 1971-2000. En 2020, Météo-France publie une typologie des climats de la France métropolitaine dans laquelle la commune est exposée à un climat océanique et est dans la région climatique  Côtes de la Manche orientale, caractérisée par un faible ensoleillement (1 550 h/an) ; forte humidité de l’air (plus de 20 h/jour avec humidité relative > 80 % en hiver), vents forts fréquents. Parallèlement le GIEC normand, un groupe régional d’experts sur le climat, différencie quant à lui, dans une étude de 2020, trois grands types de climats pour la région Normandie, nuancés à une échelle plus fine par les facteurs géographiques locaux. La commune est, selon ce zonage, exposée à un « climat des plateaux abrités », correspondant aux plaines agricoles de l’Eure, avec une pluviométrie beaucoup plus faible que dans la plaine de Caen en raison du double effet d’abri provoqué par les collines du Bocage normand et par celles qui s’étendent sur un axe du Pays d'Auge au Perche.
Pour la période 1971-2000, la température annuelle moyenne est de 10,2 °C, avec  une amplitude thermique annuelle de 14,1 °C. Le cumul annuel moyen de précipitations est de 719 mm, avec 11,6 jours de précipitations en janvier et 8,3 jours en juillet. Pour la période 1991-2020, la température moyenne annuelle observée sur la station météorologique la plus proche, située sur la commune de Louviers à 5 km à vol d'oiseau, est de 11,8 °C et le cumul annuel moyen de précipitations est de 719,5 mm,. Pour l'avenir, les paramètres climatiques de la commune estimés pour 2050 selon différents scénarios d’émission de gaz à effet de serre sont consultables sur un site dédié publié par Météo-France en novembre 2022.

## Urbanisme

### Typologie
Au 1er janvier 2024, Surville est catégorisée bourg rural, selon la nouvelle grille communale de densité à 7 niveaux définie par l'Insee en 2022.
Elle est située hors unité urbaine. Par ailleurs la commune fait partie de l'aire d'attraction de Louviers, dont elle est une commune de la couronne,. Cette aire, qui regroupe 44 communes, est catégorisée dans les aires de 50 000 à moins de 200 000 habitants,.

### Occupation des sols
L'occupation des sols de la commune, telle qu'elle ressort de la base de données européenne d’occupation biophysique des sols Corine Land Cover (CLC), est marquée par l'importance des territoires agricoles (89,1 % en 2018), en diminution par rapport à 1990 (91,8 %). La répartition détaillée en 2018 est la suivante : 
terres arables (84 %), zones urbanisées (9,7 %), zones agricoles hétérogènes (5,1 %), forêts (1,2 %). L'évolution de l’occupation des sols de la commune et de ses infrastructures peut être observée sur les différentes représentations cartographiques du territoire : la carte de Cassini (XVIIIe siècle), la carte d'état-major (1820-1866) et les cartes ou photos aériennes de l'IGN pour la période actuelle (1950 à aujourd'hui).

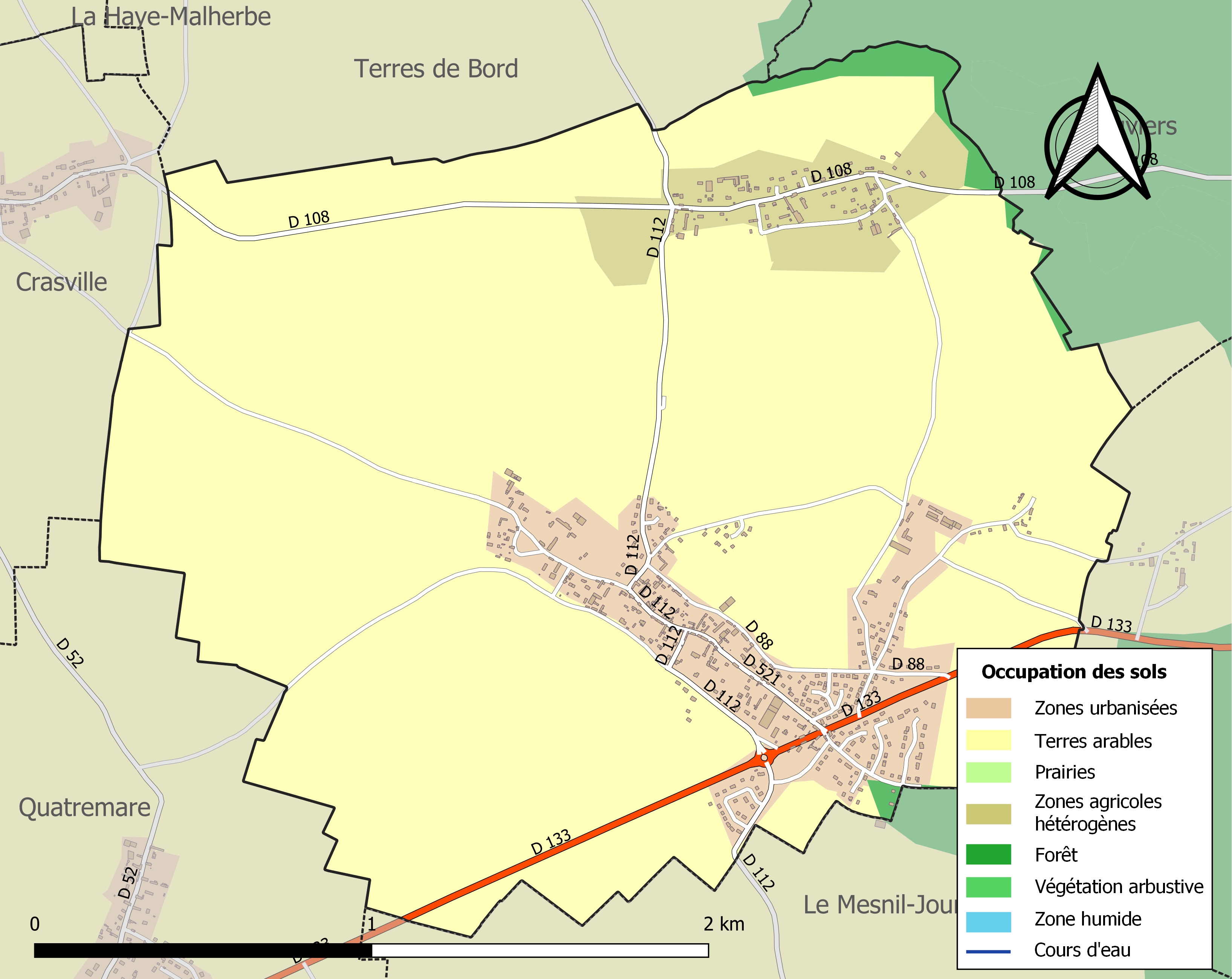
Carte des infrastructures et de l'occupation des sols de la commune en 2018 (CLC).

## Toponymie
Le nom de la localité est attesté sous les formes Saarvilla en 1216 (cartulaire de Phil. d’Alençon), Souarville en 1220 (L. P.), Soarvilla en 1221 (cartulaire du chap. d’Évreux), Souilla et Souvilla en 1266 (L. P.), Souevilla vers 1380 (Bibliothèque nationale), Sorville et Soarville en 1455, Serville en 1470 (chartrier du Vaudreuil), Seurville en 1584 (aveu de Henri de Silly), Surville-les-Bois en 1828 (Louis Du Bois).

## Politique et administration
| Période                                  | Période      | Identité         | Étiquette | Qualité                  |
| ---------------------------------------- | ------------ | ---------------- | --------- | ------------------------ |
| 1971                                     | mars 2008    | Guy Pétel        |           |                          |
| mars 2008                                | janvier 2010 | Guy Pétel        | PS        | Retraité, démissionnaire |
| 18 janvier 2010                          | mars 2014    | Alain Renaux     |           |                          |
| mars 2014                                | octobre 2015 | Alain Renaux     |           | démissionnaire           |
| 9 octobre 2015                           | En cours     | Nadine Ternisien |           |                          |
| Les données manquantes sont à compléter. |              |                  |           |                          |

## Démographie
L'évolution du nombre d'habitants est connue à travers les recensements de la population effectués dans la commune depuis 1793. Pour les communes de moins de 10 000 habitants, une enquête de recensement portant sur toute la population est réalisée tous les cinq ans, les populations de référence des années intermédiaires étant quant à elles estimées par interpolation ou extrapolation. Pour la commune, le premier recensement exhaustif entrant dans le cadre du nouveau dispositif a été réalisé en 2008.

En 2022, la commune comptait 854 habitants, en évolution de −9,44 % par rapport à 2016 (Eure : −0,25 %, France hors Mayotte : +2,11 %).
| 1793 | 1800 | 1806 | 1821 | 1831 | 1836 | 1841 | 1846 | 1851 |
| ---- | ---- | ---- | ---- | ---- | ---- | ---- | ---- | ---- |
| 430  | 468  | 443  | 551  | 603  | 609  | 590  | 579  | 553  |

| 1856 | 1861 | 1866 | 1872 | 1876 | 1881 | 1886 | 1891 | 1896 |
| ---- | ---- | ---- | ---- | ---- | ---- | ---- | ---- | ---- |
| 532  | 555  | 572  | 533  | 507  | 464  | 469  | 424  | 385  |

| 1901 | 1906 | 1911 | 1921 | 1926 | 1931 | 1936 | 1946 | 1954 |
| ---- | ---- | ---- | ---- | ---- | ---- | ---- | ---- | ---- |
| 360  | 342  | 317  | 316  | 325  | 324  | 302  | 320  | 306  |

| 1962 | 1968 | 1975 | 1982 | 1990 | 1999 | 2006 | 2008 | 2013 |
| ---- | ---- | ---- | ---- | ---- | ---- | ---- | ---- | ---- |
| 316  | 299  | 406  | 609  | 727  | 735  | 843  | 874  | 932  |

| 2018 | 2022 | - | - | - | - | - | - | - |
| ---- | ---- | - | - | - | - | - | - | - |
| 891  | 854  | - | - | - | - | - | - | - |

## Culture locale et patrimoine

### Lieux et monuments
- Ferme des XVIe et XVIIe siècles  Classée MH (1951)[22],[23]
- Église Saint-Christophe[24]
- Croix de cimetière[25]
- Croix de chemin à la Vacherie[26]
- Manoir au lieu-dit le Parc[27]
- Manoir de 1702[28]
- Dolmen de La Croix Blanche.

### Héraldique
|  | Les armes de la ville se blasonnent ainsi : d'azur aux trois marteaux contournés d'argent, à la bordure cousue de gueules. |